# Lost Monarch

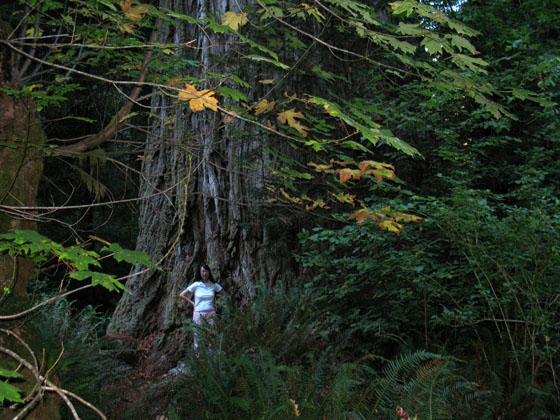
Lost Monarch

Lost Monarch é uma sequoia-vermelha no norte da Califórnia que tem 7,9 m (25,9 ft) de diâmetro à altura do peito e 98 m (322 ft) de altura. É a quinta maior sequoia-vermelha do mundo em volume de madeira (a Del Norte Titan, de tronco único, foi listada como a maior sequoia-vermelha, em parte porque a base da Lost Monarch contem múltiplos ramos). Lost Monarch suporta e fornece um habitat para epífitas, incluindo Polypodium scouleri. Um relatório de 2003 estimou que a Lost Monarch continha cerca de 450 kg de material produzido por P. scouleri.

## Descoberta e localização
Lost Monarch foi descoberta em 11 de maio de 1998, pelo botânico Stephen C. Sillett e pelo naturalista Michael Taylor e está localizado entre outras sequoias gigantes no parque estadual de Jedediah Smith Redwoods. A localização exata não foi revelada ao público por preocupação de que o tráfego excessivo possa perturbar o ecossistema ou levar ao vandalismo. Estima-se que a árvore contenha 988,7 m³ (34 916 ft³) de volume. É cercada por outras sequoias-vermelhas conhecidas como algumas das maiores da espécie, algumas das quais têm nomes dos seus descobridores, como El Viejo del Norte, Screaming Titans, Eärendil e Elwing, Stalagmight, entre outros.